# Bayan Tolaka
Bayan Tolaka (kinesiska: 巴彦扎拉嘎, 巴彦扎拉嘎乡) är en socken i Kina. Den ligger i den autonoma regionen Inre Mongoliet, i den norra delen av landet, omkring 1 100 kilometer nordost om regionhuvudstaden Hohhot.
Genomsnittlig årsnederbörd är 741 millimeter. Den regnigaste månaden är juli, med i genomsnitt 271 mm nederbörd, och den torraste är januari, med 5 mm nederbörd.